# Kulič (miasto Smederevo)
Kulič (cyr. Кулич) – wieś w Serbii, w okręgu podunajskim, w mieście Smederevo. W 2011 roku liczyła 232 mieszkańców.